# Bishnupriya manipuri
El Bishnupriya o Bishnupriya Manipuri (বিষ্ণুপ্রিয়া মণিপুরী) és una llengua indoària parlada en alguns estats de l'est de l'Índia, com ara Assam, Tripura i d'altres, això com també a la regió de Sylhet de Bangladesh, Burma i altres països. La llengua bishnapriya manipuri usa l'alfabet bengalí com a sistema d'escriptura.

## Història i desenvolupament
El bishnupriya manipuri es parla a parts d'Assam i Tripura a l'Índia, a la regió de Sylhet de Bangladesh, Burma i a alguns altres països. És diferent que moltes llengües indoàries com per exemple el bengalí, l'assamès, l'oriya, etc. La llengua es va originar i es va desenvolupar a Manipur i estava confinada originalment als voltants del llac Loktak. Altres autoritats com ara «Un relat de la vall de Manipur» del Coronel McCullock, Etnologia descriptiva de Bengala per E. T. Dalton i l'«Enquesta Lingüística de l'Índia» per George Abraham Grierson mencionen que la llengua existia a Manipur abans del segle xix. El Dr. Grierson anomena la lleunga «Bishnupuriya Manipuri», mentre que altres escritors li diuen simplement «Bishnupriya».
Una vasta majoria de parlants del bishnupriya manipuri van fugir de Maniupu i es van refugiar a Assam, Tripura, Sylhet i Cachar durant els segles xviii i xix, a causa de conflictes interns entre els prínceps de Manipur i com a conseqüència d'un atac de Burma. Conseqüentment, va ser difícil per al petit nombre de membres dels bishnupriya que van romandre a Manipur mantenir la seva llengua a causa de l'impacte de la llengua manipuri, tot i que en 1891 el Dr. G. A. Grierson va trobar l'existència d'un nombre considerable de parlants en dos o tres pobles a prop de Bishnupur, conegut localment com a Lamangdon. La llengua va començar lentament a perdre el seu fonament a Manipur enfront d'una vasta majoria de meiteis i està enfrontant lentament el seu declu a Cachar i Bangladesh contra una vasta majoria de parlants del bengalí. El bishnupriya manipuri encara es parla a Jiribam (una subdivisió de Manipur), Cachar (un districte de Assaam) i alguns indrets a Bangladesh i Tripura.

## Font i origen
La llengua és coneguda pels seus parlants com a Imar Thar (ইমার ঠার), que significa «llengua de la meva mare». Es diuen a si mateixos i la seva llengua Bishnupriya per distingir-se d'altres grups ètnics de Manipur. El terme Bishnupriya deriva molt probablement de Bishnupur (l'antiga capital de Manipur), junt amb el sufix -iya, que significa «poble de Bishnupur».
Els bishnupriyas ortodoxos mantenen que la llengua la llengua va ser portada a Manipur per alguns immigrants de Dvārakā i Hastinapura just 
després de la guerra de Mahabharata. També es diu que aquests immigrants eren liderats per Babhruvahana, el fill de Chitrangada i Arjuna, el tercer Pandava. Alguns estudiosos i historiadors van donar suport a l'origen mahabharata del bishnupriya manipuri, a partir de l'observació de la morfologia, el vocabulari i la fonologia del bishnupriya manipuri. Sostenen que el bishnupriya manipuri està molt influenciat pel sànscrit i el maharashtri, això com el prakrit de Sauraseni. El Dr. K. P. Sinha, que ha fat una recerca considerable sobre el bishnupriya manipuri, està en desacord amb aquesta teoria i té l'opinió que la llengua es va originar a través del pràcrit magadhi. Es basa en l'observació que la llengua ha retingut característiques dominants del magahdi. D'acord amb el Dr. Sinha, els pronoms i els finals declinats i conjugats semblen iguals o relacionats estretament als de les llengües maithili, l'oriya, el bengalí i l'assamès. Aquestes formes de l'oriya, el bengalí i l'assamès es deriven, per la seva part, del apabrahmsa magadhi que ve el prakrita magahdi.
Tot i així, el bishnupriya manipuri no és certament una de les llengües tibetobirmanes, però és més propera al grup indoarià de llengües amb influència remarcable de la llengua meitei, tant gramatical com fonèticament. A un altre estadi del seu desenvolupament la llengua va rebre influències de les llengües sauraseni-maharashtri i magadhi prakrita. La relació amb el sauraseni-maharastri es pot verificar observant algunes característiques dels pronoms. L'element magahdi és també notable, ja que la llengua manté moltes característiques del magadhi. Es pot observar també que el bishnupriya manipuri manté una part important del vell (segle XV al segle XVII) del vocabulari de sons del magadhi, atès que la major part dels parlants de la llengua van deixar Manipur durant la primera part del segle xix.

## Dialectes
El bishnupriya té dos dialectes, concretament el rajar gang («poble del rei») i el madai gang («poble de la reina»). Al contrari que els dialectes d'altres tribus, aquests dialectes del bishnupriya no estan confinats a àrees geogràfiques diferents; en comptes d'això coexisteixen un al costat de l'altre en les mateixes localitats. A Manipur, en canvi, aquests dos dialectes estaven confinats a territoris ben definits. Des del punt de vista de la fonètica, el madai gang és més proper a l'assamès o el meitei, mentre que el rajar gang és més proper al bengalí. Pel que fa al vocabulari el madai gang està més influenciat pel meitei, mentre que el rajar gang té més influències del bengalí i l'assamès. Les diferències morfològiques entre els dos dialectes són negligibles.

## Vocabulari
Com altres llengües índiques, el vocabulari bàsic del bishnypriya manipuri està compost per paraules tadbhava (és a dir paraules heretades al llarg del temps de llengües índiques més antigues, com ara el sànscrit, incloent-hi molts canvis històrics a la gramàtica i la pronunciació), tot i que milers de paraules tatsama (és a dir paraules que va tornar-se a manllevar del sànscrit amb pocs canvis fonètics o gramaticals) augmenten el vocabulari de forma molt important. Addicionalment, moltes altres paraules van manllevar-se de llengües parlades a la regió o bé de forma nativa o bé com una llengua colonial, incloent el meitei, l'anglès i perso-àrab.
- Paraules índiques heretades/natives (tadbhava): 10,000 (D'aquestes 2.000 sols es troben al bishnupriya manipuri, i no han estat heretades per altres llengües índiques)
- Paraules tornades a manllevar del sànscrit (tatsama): 10.000
- Paraules tornades a manllevar del sànscrit, parcialment modificades (ardhatatsama): 1.500
- Paraules tornades a manllevar del meitei: 3,500
- Paraules tornades a manllevar de llengües no índiques (desi): 1.500
- Paraules tornades a manllevar del perso-àrab: 2.000
- Paraules tornades a manllevar de l'anglès: 700
- Paraules híbrides: 1.000
- Paraules d'origen obscur: 1.300

## Elements del meitei al bishnupriya manipuri
El bishnupriya reté els antics divuit sons del meitei. Aquests sons estaven composts per tres vocals, que eren α, i i u, tretze consonants que eren p, t, k, ph, th, kh, cʃ, m, n, ŋ, l, ʃ, h, i dos semivocals, que eren w and y. Posteriorment es van afegir nou sons addicionals al meitei però el bishnupriya no els va incorporar, perquè els bishnupriya van deixar Manipur durant la primera part del segle xix. Aquesta és la raó per la qual el bishnupriya reté els sons antics del meitei, mentre que el meitei mateix va experimentar diversos canvis. La influència més distintiva de la llengua maitei sobre el bishnupriya manipuri és la formació de paraules que comencen amb la vocal soung ঙ 'aung' com ara ঙা, ঙৌবা, ঙারল.

## Connexió amb l'assamès i el bengalí
Tot i que hi ha moltes diferències entre el bengalí i l'assamès amb el bishnupriya manipuri, el Dr. Suniti Kumar Chatterjee, un reconegut expert en fonètica del bengalí, va listar la llengua bishnupriya manipuri com un dialecte del bengalí, mentre que el Dr. Maheswer Neog i el Dr. Banikanta Kakti van sostindre que és un dialecte de l'assamès. Els seus supòsits van causar més tard una contradicció amb l'origen del bishnupriya manipuri. Es va provar que aquests supòsits són incorrectes per la recerca científica i l'observació de la morfologia, el vocabulari i la fonologia del bishnupriya manipuri.

## Escriptura
Els bishnupriya ortodoxos sostenen que tenen la seva pròpia escriptura, és a dir, l'escriptura devanagari, que s'havia usat per escriure en la llengua bishnupriya en temps passats.
Tot i així, quan es va introduir l'educació moderna durant el període britànic a través de la llengua bengalí els escriptors del bishnupriya manipuri van començar a usar el Purvanagari, és a dir l'alfabet bengalí/assamès. Aquest alfabet té consonants amb signes de vocals dependents, així com lletres independents de vocals. També es fan servir marques de puntuació i numerals. El bishnupriya manipuri s'escriue d'esquerra a dreta i des de dalt cap a baix, igual que l'anglès. Algunes de les consonants es poden combinar entre elles per construir clústers ortogràfics (que s'anomenen conjunts).
- Signes de vocal: া ি ী ু ূ ৃ ে ৈ ো ৌ
- Altres diacrítics: ৼ ং ঃ ঁ
- Vocals independents: অ আ ই ঈ উ ঊ এ ঐ ও ঔ
- Consonants: ক খ গ ঘ ঙ ছ জ ঝ ঞ ট ঠ ড ঢ ণ ত থ দ ধ ন প ফ ব ম য র ল শ ষ স হ ড় ঢ় য় ৱ
- Nombres: ০ ১ ২ ৩ ৪ ৫ ৬ ৭ ৮ ৯

Els bishnupriya ortodocos sostenen que tenen la seva pròpia escriptura, és a dir, l'escriptura devanagari, que s'havia usat per escriure en la llengua bishnupriya en temps passats.
Tot i així, quan es va introduir l'educació moderna durant el període britànic a través de la llengua bengalí els escriptors del bishnupriya manipuri van començar a usar el Purvanagari, és a dir l'alfabet bengalí/assamès. Aquest alfabet té consonants amb signes de vocals dependents, així com lletres independents de vocals. També es fan servir marques de puntuació i numerals. El bishnupriya manipuri s'escriue d'esquerra a dreta i des de dalt cap a baix, igual que l'anglès. Algunes de les consonants es poden combinar entre elles per construir clústers ortogràfiques (que s'anomenen conjunts).
- Signes de vocal: া ি ী ু ূ ৃ ে ৈ ো ৌ
- Altres diacrítics: ৼ ং ঃ ঁ
- Vocals independents: অ আ ই ঈ উ ঊ এ ঐ ও ঔ
- Consonants: ক খ গ ঘ ঙ ছ জ ঝ ঞ ট ঠ ড ঢ ণ ত থ দ ধ ন প ফ ব ম য র ল শ ষ স হ ড় ঢ় য় ৱ
- Nombres: ০ ১ ২ ৩ ৪ ৫ ৬ ৭ ৮ ৯

## Parlants

### Distribució
A Manipur la llengua encara es parla a la subdivisió Jiribam. Un nombre gran de persones del poble bisnhupriya manipuri es van establir a Assam en el passat remot, particularment als discrictes de Cachar, Karimganj, Dullabcherra, Patherkandi i Hailakandi. Aquestes persones es compten com un dels grups humans més importants als districtes de Cachar i Karimgani. A Tripura, les localitats amb població bishnupriya manipuri es poden dividir en les subàrees Dharmanagar, Kailasahat, Kamalpur i Tripura de l'Oest. A Meghalaya, Arunachal Pradesh i Mizoram, hi ha una població bishupriya manipuri dispersa.
Fora de l'Índia, Bangladesh té la població bishnupriya manipuri més gran. Les localitats més importants són Sylhet, Moulbivazar, Habigani i el districte de Sumangani. Quant als registres, hi havia també un nombre considerable de bishnupriya manipuri vivint a ciutats locals com ara Mymensingh, Rangamati de Chittagong Hill Tracts i també a Tezgaon, Manipuri-para a Dhaka, la capital de Bangladesh.
A Burma les àrees bishnupriya manirpuri són probablement Mandalay, Amarpura, etc. I pel que fa als Estats Units d'Amèrica, Canadà, Alemanya, el Proper orient i Àustria, hi ha un nombre considerable d'immigrants bishnupriya manipuri.

### Estadística
- 295.000 a Assam[13]
- 121.000 a Tripura, Meghalaya, Arunachal Pradesh, Nagaland i Mizoram[14]
- 1.457 a Manipur (Imphal, Bishnupur, Ningthoukhong)[15]
- 5.000 a Manipur (Jiribam Subdivision)[16]
- 5.000 a Nova Delhi, Bengala Occidental, Maharashtra, Jharkhand, Sikkim i altes estats de l'Índia
- 40.000 in Bangladesh[17]
- 2.000 fora del Sud-est asiàtic: a Burma, Estats Units d'Amèrica, Regne Unit, Canadà, Austràlia, Filipines, Proper orient, etc.

## Literatura

### Literatura antiga
Un fons importants de literatura popular de bishnupriya manipura, que són més antigues quant al seu origen, s'han transmès fins avui en dia a través de la tradició oral. La literatura antiga de bishnupriya manipuri es representa per històries populars, cançons populars, poemes populars, rimes i proverbis. Les cançons que es consideren més importants són una cançó per invocar la pluja anomenada Boron-dahanir Ela (বরন ডাহানির এলা, 1450-1600 ) i una cançó relacionada amb la vida conjugal a Madai i Soralel anomenada Madai Soralel Ela (মাদই সরারেলর এলা, 1500-1600  Arxivat 2015-05-02 a Wayback Machine.). La llengua emprada en les cançons és arcaica, i està plena de paraules d'origen tibetà-birmà. Aquestes dues cançons són molt importants per a l'estudi de la història cultural i lingüística de bishnupriya manipuri. A part d'aquestes cançons, hi ha d'altres que les dones canten quan treballen al camp. Els proverbis representen una altra part important de la literatura popular del bishnupriya manipuri.

### Literatura moderna
Els bishnupriya manipuri han establert l'àpex de l'organització literària de la comunitat, formada per Nikhil Bishnupriya Manipuri Sahitya Parishad (1955), Bishnupriya Manipuri Sahitya Sabha, Bishnupriya Manipuri Sahitya Singlup, Pouri, Teatre de Manipuri i moletes altres organitzacions per encoratjar les activitats literàries al poble. La cultura literària seriosa de la llengua bishnupriya manipuri va començar durant el segon quart del segle xx. De fet, la història de la literatura Manipuri va començar el 1925 amb la revista literària Jagaran (জাগরন) editada per Falguni Singha, que era un treballador social bishnypriya; aquesta revista va publicar articles tant en bishnupria com en meitei. Els manipuri de la vall de Surma van formar la seva primera associació formal, la Surma Valley Manipuri Society (anomenada més tardSurma Valley Manipuri Association) el 1934. Entre els membres s'incloïen els meiteis, els bishnupriya i els pangals (musulmans de Manipuri). A partir de 1933 una sèrie de revistes, per exempleManipuri (1933), Mekhali (1938) and Kshatryajyoti (1944), van promoure el nacionalisme així com les activitats literàries i culturals. Per acabar, mereix mencionar-se especialment una branca de la literatura poètica moderna del bishnupriya manipuri basada en la filosofia Vaishnava, el Vaishnava Padavali.